# Sjviniki
Sjviniki är en sjö i Arjeplogs kommun i Lappland och ingår i Piteälvens huvudavrinningsområde. Sjön har en area på 0,447 kvadratkilometer och ligger 665,3 meter över havet.

## Delavrinningsområde
Sjviniki ingår i det delavrinningsområde (739265-156859) som SMHI kallar för Ovan 739427-156923. Medelhöjden är 746 meter över havet och ytan är 6,63 kvadratkilometer. Det finns inga avrinningsområden uppströms utan avrinningsområdet är högsta punkten. Vistejåkkå som avvattnar avrinningsområdet har biflödesordning 2, vilket innebär att vattnet flödar genom totalt 2 vattendrag innan det når havet efter 284 kilometer. Avrinningsområdet består mestadels av skog (59 procent) och kalfjäll (34 procent). Avrinningsområdet har 0,49 kvadratkilometer vattenytor vilket ger det en sjöprocent på 7,4 procent.